# DJ Assad
Adam Assad, cunoscut după numele de scenă DJ Assad (n. 14 decembrie 1982, Mauritius) este un disc jockey, producător și compozitor francez de origine mauritană. Este cel mai bine cunoscut pentru radioshow-ul său Royal Mix la mai multe posturi radio franceze. În 2010, a lansat albumul Playground.

## Biografie
El este chemat să realizeze prima parte a concertelor în Franța de către artiștii americani Usher, precum și cei de la Beyonce, Jennifer Lopez și artistul internațional columbian Shakira.
În 2012, DJ Assad a lansat single-ul în sezonul de vară "Make It Hot" interpretat de cântăreața Sabrina Washington și Addicted cu faimosul cântăreț britanic Craig David și Mohombi și Greg Parys.
În decembrie 2013, DJ Assad este ales pentru a avea grijă de prima parte a turneului francez Will.i.am.
În 2013, a lansat titlul Li Tourner, sega Alain Ramanisum lansat în 2001, remixat cu Willy William. Acesta va fi un card real și, prin urmare, semnează succesul din vara anului 2013, ocupând locul 1 în radio și în toate cluburile din Franța, acest titlu îi va câștiga un premiu NRJ DJ și un record de aur.
În ianuarie 2014, se întoarce cu un remix al celebrului cântec Enamórame, interpretat de Papi Sánchez în 2004, se întoarce și în versiunea 2014 însoțită de Luyanna.
DJ Assad va alege să filmeze videoclipul Enamórame în mijlocul orașului New York, un videoclip regizat de Dreamlife Productions, care a produs și regizat de asemenea hiturile Li Tourner, Alalila și We Are One.
În mai 2014, DJ Assad a lansat single-ul Alalila cu Denis Azor, Mario Ramsamy și Willy William, single-ul se va clasifica printre primele cinci lovituri de cluburi pe parcursul verii.
DJ Assad este unul dintre cei mai buni DJ care au clasat 3 titluri (Li Tourner, Enamorame și Alalila) în primele cinci clasamente ale clubului lovit în aceeași perioadă (vara anului 2014).
Pe 12 noiembrie 2014, a fost nominalizat la premiile NRJ DJ Awards la categoria cel mai bun DJ masculin Franța, alături de David Guetta, Antoine Clamaran, DJ Snake și Daft Punk.
În 2017, DJ Assad este compozitorul titlului pentru J Balvin, Mi gente con Willy William.

## Discografie

### Albume
| An   | Album      | Poziții | Certificări | Note |
| An   | Album      | FR      | Certificări | Note |
| ---- | ---------- | ------- | ----------- | ---- |
| 2011 | Playground | 174     |             |      |

### Single-uri
| An   | Single                                               | Poziții | Poziții        | Certificări | Album |
| An   | Single                                               | FR      | BEL (Wa)       | Certificări | Album |
| ---- | ---------------------------------------------------- | ------- | -------------- | ----------- | ----- |
| 2008 | "Everybody Clap" (DJ Assad vs Maradja)               | 25      | –              |             |       |
| 2008 | "Summer Lovin'" (DJ Assad vs Maradja)                | 14      | –              |             |       |
| 2012 | "Addicted" (feat. Mohombi, Craig David & Greg Parys) | 97      | 15 (Ultratip)* |             |       |
| 2013 | "Li tourner" (feat. Alain Ramanisum & Willy William) | 12      | 2 (Ultratip)*  |             |       |

*Did not appear in the official Belgian Ultratop 50 charts, but rather in the bubbling under Ultratip charts.
Featured in
| An   | Single                                                    | Poziții | Poziții  | Certificări | Album |
| An   | Single                                                    | FR      | BEL (Wa) | Certificări | Album |
| ---- | --------------------------------------------------------- | ------- | -------- | ----------- | ----- |
| 2014 | "Twist 2k14" (Matt Houston feat. DJ Assad & Dylan Rinnez) | 177     | –        |             |       |

Alte lansări:
- 2007 : "Oh Oh" vs Maradja.
- 2008 : "Just Dance" (Feat. DJ Milouz & Kyle Evans).
- 2009 : "Come On Everybody" (Feat. Greg Parys).
- 2009 : "For Your Eyes" (Feat. Vincent Brasse).
- 2010 : "Playground" (Feat. Big Ali & Willy William).
- 2010 : "So Far Away" (Feat. Nadia Lindor).
- 2011 : "Pop My Life" (Feat. Vincent Brasse).
- 2011 : "See U Again (Je Crois En Toi)", Feat. Gilles Luka & Nadia Lindor.
- 2012 : "Make It Hot", Feat. Sabrina Washington
- 2012 : "Addicted",  Feat. Mohombi, Craig David & Greg Parys).
  - 2013 : "Li Tourner 2013",  Feat. Alain Ramanisum & Willy William.
- 2014 : Twist 2K14", Feat. Matt Houston..
- 2014 : "Alalila (Le Sega)" , Feat. Denis Azor & Mario Ramsamy & Willy William).
- 2014 : "We Are One", Feat. Greg Parys
- 2015 : "Olé" , Feat. Big Ali et Greg Parys
- 2016 : "Le Temps Passe" (Feat.Mohombi & Dalvin).
- 2020 : "Candela"', (Feat. T Garcia).
- 2020 : "Bambino"', (Feat. T Garcia).
- 2021 : "Hasta Luego"', (Feat. T Garcia).
- 2021 :  Case Départ, (Feat. T Garcia).

Compoziție:
- 2017: "Mi Gente", Co-Scris cu José Osorio, Willy William, Andres David Restrepi și Mohombi Nzasi Moupondo - Interpretat de J Balvin și Willy William.